# Гидроксид родия(III)
Гидроксид родия(III) — неорганическое соединение,
гидроксид родия
с формулой Rh(OH)3,
чёрный или лимонно-жёлтый осадок,
не растворяется в воде.

## Получение
- Осаждение щёлочью раствора гексахлорородата(III) натрия:

{\displaystyle {\mathsf {Na_{3}[RhCl_{6}]+3NaOH\ {\xrightarrow {}}\ Rh(OH)_{3}\downarrow +6NaCl}}}
{\displaystyle {\mathsf {2Rh(OH)_{3}+2H_{2}O{\xrightarrow {}}\ Rh_{2}O_{3}\cdot 5H_{2}O\downarrow }}}

## Физические свойства
Гидроксид родия(III) образует чёрный осадок Rh(OH)3,
который при стоянии переходит в лимонно-жёлтый осадок состава Rh2O3•5H2O.
Не растворяется в воде.

## Химические свойства
- Разлагается при нагревании:

{\displaystyle {\mathsf {2Rh(OH)_{3}\ {\xrightarrow {200^{o}C}}\ Rh_{2}O_{3}+3H_{2}O}}}